# Enrico Benelli
Enrico Benelli (Milano, 22 ottobre 1932) è un ex calciatore italiano, di ruolo attaccante.

## Carriera
Giocò per tre stagioni in Serie A con la Pro Patria, per un totale di 29 presenze e 3 reti in massima serie; nella stagione 1956-1957 mise invece a segno 2 reti in 18 presenze in Serie B, sempre con la Pro Patria, con cui rimase anche l'anno seguente in terza serie.